# Gawnipalli, Bagepalli
Gawnipalli là một làng thuộc tehsil Bagepalli, huyện Kolar, bang Karnataka, Ấn Độ.